# Parquímetro

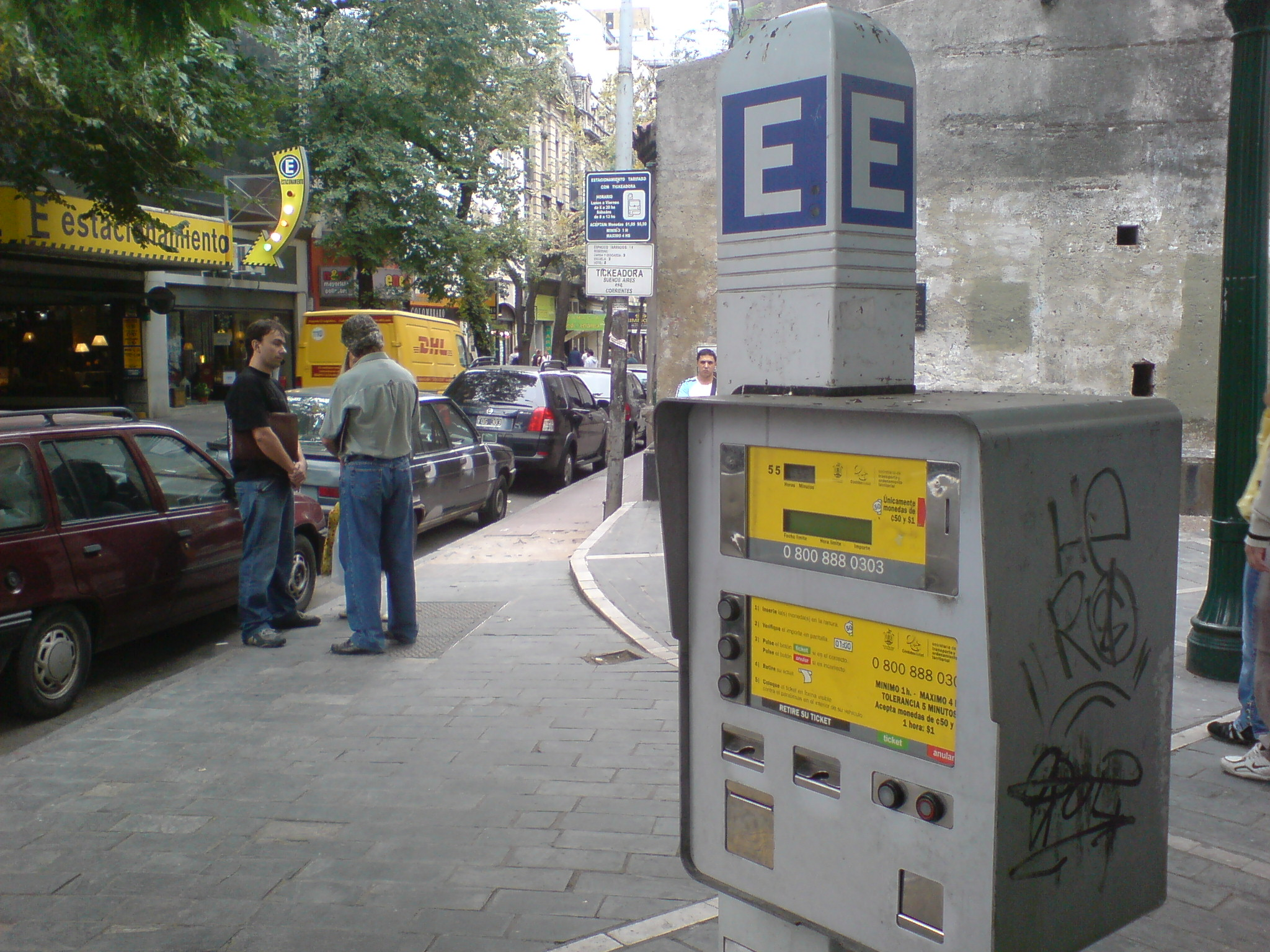
En la ciudad de Córdoba, Argentina, se encuentran instalados dos tipos de parquímetros, los individuales y las tiqueadoras, como la que figura en la foto.

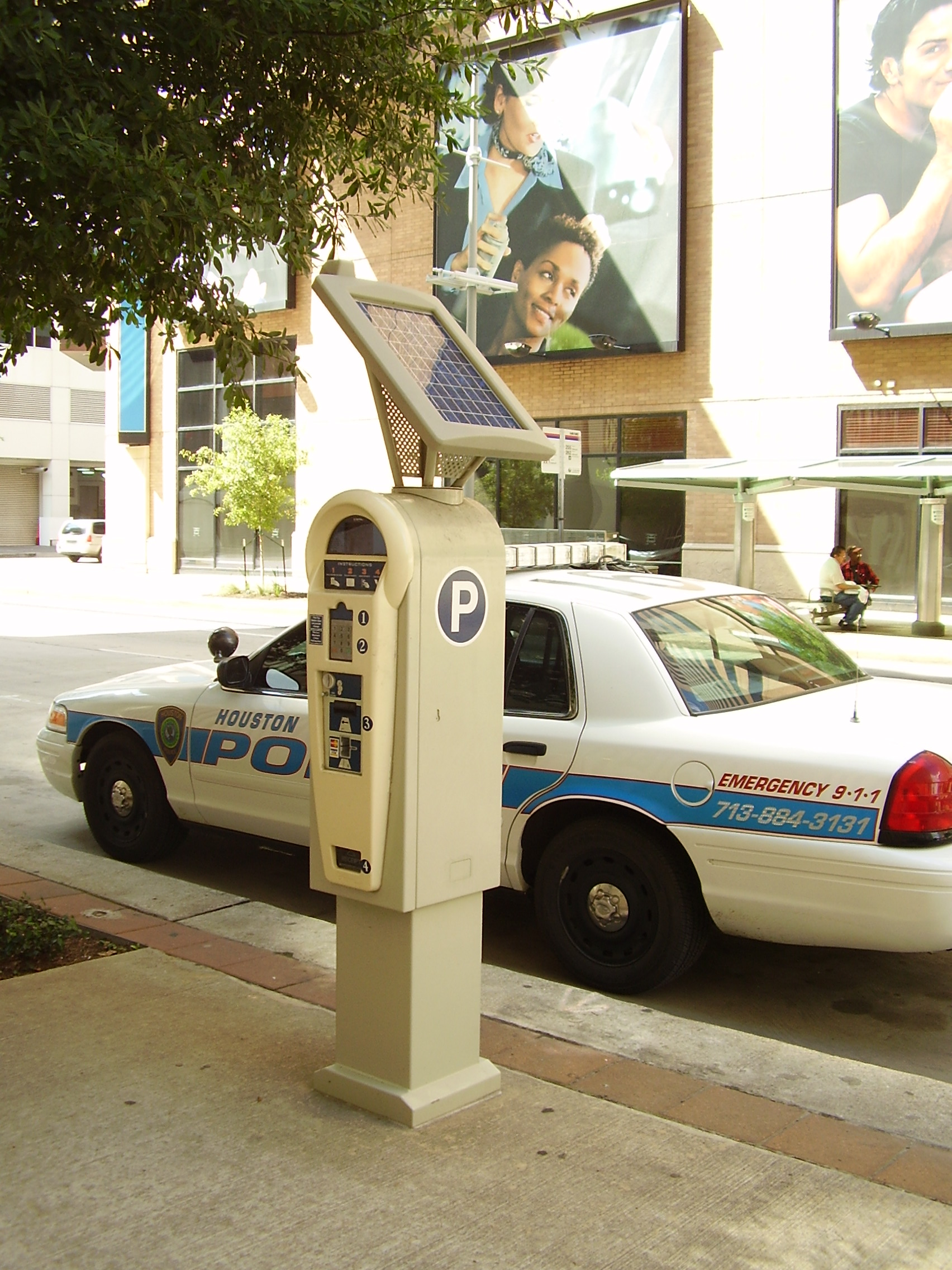
Parquímetro del centro de Houston, Texas.

Un parquímetro o estacionómetro es un dispositivo ubicado en la vía pública que permite el ordenamiento y medición del estacionamiento en áreas definidas para ello. Su función consiste en recolectar dinero a cambio del derecho de estacionar un vehículo en un lugar público, por una cantidad de tiempo. Los parquímetros pueden ser usados por las municipalidades o ayuntamientos como una herramienta para hacer valer sus políticas de estacionamiento en la calle, que por lo general están relacionadas con el tráfico y las políticas de gestión de movilidad.

## Historia
Los primeros sistemas de estacionamiento medido surgieron en la ciudad de Oklahoma City, en Estados Unidos. Surgieron en forma de parquímetros tras el intento del abogado y editor Carl C. Magee con el apoyo del Comité de Tránsito y Comercio, de disuadir a los conductores que trabajaban en el área céntrica de no dejar el vehículo estacionado delante de las tiendas durante todo el día en las calles más transitadas restringiendo a los potenciales clientes y demás transeúntes. De esta forma los lugares de aparcamiento del centro serían rentados evitando así que sean ocupados todo el día, además de generar ganancias para el municipio. Los mismos se fueron adoptando por diferentes municipios, colegios y universidades, para luego llegar a las principales ciudades. Los mismos recién se harían efectivos en Europa a principios de los años 80. 

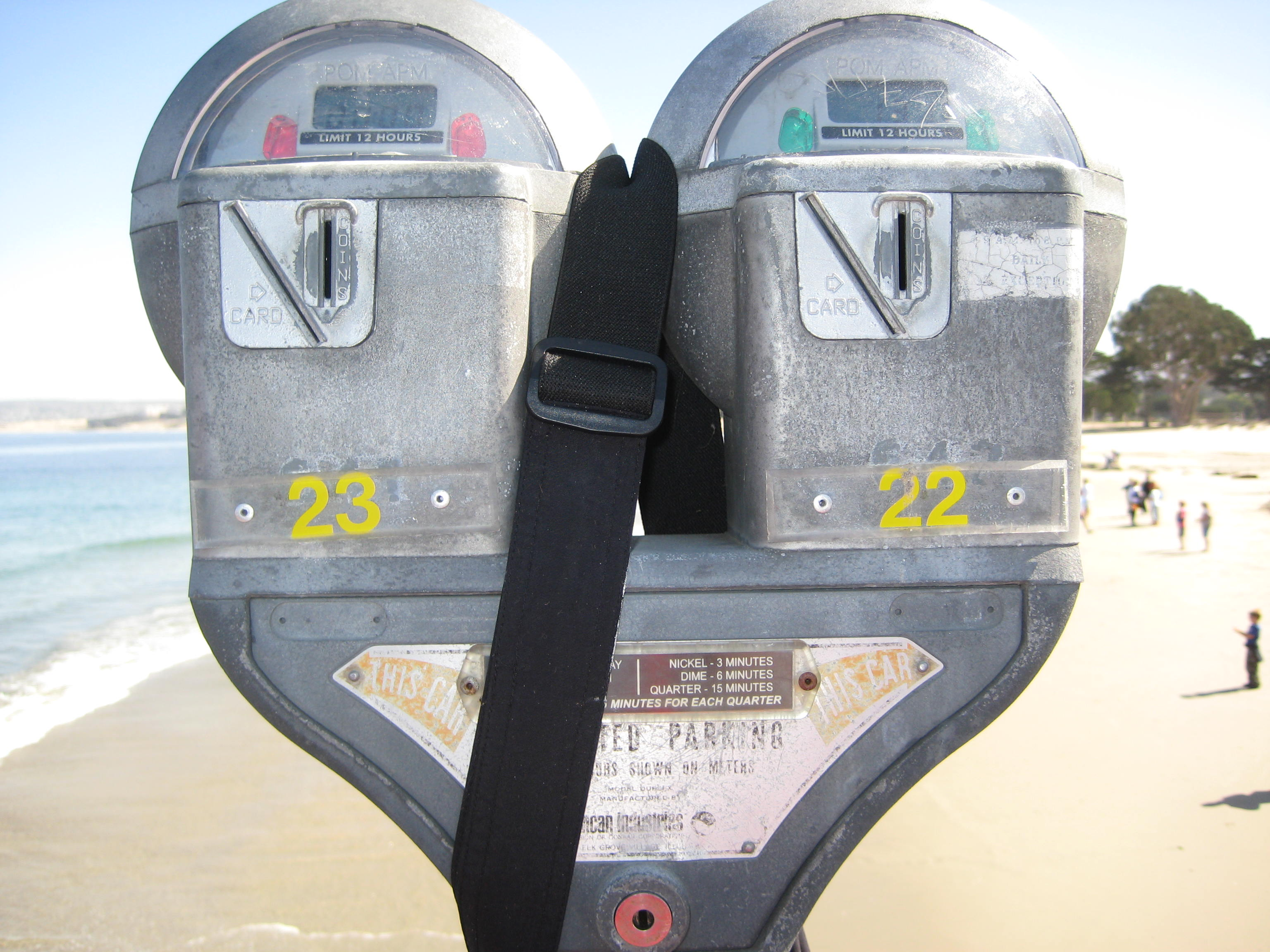
Parquímetro dual con display digital.

Los primeros parquímetros eran totalmente mecánicos y en la actualidad algunos lo siguen siendo. Los medidores eran impulsados por mecanismos similares a los relojes de cuerda, siendo algunos manuales y otros automáticos. 
Los primeros parquímetros fueron realizados por la Magee-Hale Park-O-Meter, Dual, Mark-Time, y Duncan-Miller. Luego al pasar del tiempo tomaron la producción otras compañías que siguen produciendo hasta la actualidad como ser POM, Inc., descendientes de Magee, y Duncan Industries. A medida que los parquímetros se hacían más comunes, empezaron los problemas con los criminales quienes se aprovechaban de la vulnerabilidad de los mismos lo que forzó a los fabricantes a generar medios más seguros de almacenamiento. Otro problema que se notaba con el sistema en sus primeras etapas tenía que ver con el costo de mantenimiento, el costo del personal de recolección y el de instalación ya que debía instalarse un poste y un parquímetro por cada uno de ellos. Por lo que los diferentes fabricantes propusieron nuevas formas de reducir los costos a sus clientes, apareciendo así los parquímetros duales reduciendo el número de postes a la mitad y mejorando notablemente las situaciones de espacio y costos. 
Mientras que se realizaron notables mejoras en los sistemas mecánicos a lo largo de los años, siendo así que algunos sistemas de estas características siguen en funcionamiento en diferentes ciudades, la introducción de los sistemas electrónicos ha significado un cambio radical, algunos de los parquímetros actuales proveen almacenamiento de datos como montos de dinero recolectados, contadores, medidores, indicadores, sistemas de seguridad avanzados, sistemas de sensores de proximidad, entre otras características, como ser nuevos beneficios que no se vinculan directamente a los dueños y municipios sino a los conductores, a través de sistemas de tarjetas de estacionamiento prepagos que controlan el gasto en estos dispositivos. 
Algunos parquímetros actuales no son realmente parquímetros tradicionales sino que pasaron a ser centros automatizados de pago que retornan un recibo como comprobante y brindan servicios adicionales. Estos últimos reducen el uso de espacio urbano y de personal de mantenimiento significativamente gracias a que con solo una unidad se pueden manejar varios espacios de estacionamiento al mismo tiempo. En la actualidad siguen formando parte del paisaje urbano de las principales urbes en el globo. Además de estar protegidos contra el vandalismo y las condiciones atmosféricas adversas, muchos de ellos funcionan con energía solar y cuentan con sistemas centralizados de gestión y control que permiten, dar diferentes advertencias de funcionamiento del equipo como también avisar al usuario con un SMS de que el tiempo de aparcamiento se está agotando.

## Actualidad
En la actualidad el mercado ofrece diferentes alternativas para ofrecer una solución integral al problema del estacionamiento medido. Algunas empresas continúan fabricando parquímetros mecánicos y siguen proporcionando mantenimiento por lo que en algunas ciudades es común ver todavía los antiguos parquímetros en funcionamiento. Estos sistemas fueron ya desplazados notablemente por los sistemas más avanzados de control de múltiples espacios, los cuales mediante recibos de pago controlan el estacionamiento y poseen sistemas de comunicación que le proporcionan alertas tanto a usuarios como a encargados del control de tránsito de la situación de los mismos, así como también facilitan el pago mediante tarjetas de crédito débito y tarjetas prepagas sin depender exclusivamente de monedas.
Algunos parquímetros proporcionan sistemas de detección de vehículos que permiten controlar cuando se encuentran vehículos estacionados en los diferentes lugares, posibilitando así el anuncio de un lugar vacante, la detección de violaciones de tiempos de estacionamiento y la recolección de datos estadísticos. Aun así el mercado actual busca alternativas al sistema de aparcamiento medido para lograr obtener un mayor control y un menor uso de recursos y gastos de mantenimiento. Así es como surgen diferentes alternativas como ser el uso de parquímetros personales, pequeños dispositivos que se colocan en el interior del vehículo que permiten recargas de tiempo por Internet y otros medios. Otras soluciones son las de los estacionamientos regulados por cupones temporales y por cupones de disco, sistemas que utilizan cupones de materiales descartables individuales en los que se 
registran los datos de manera gráfica. En algunas ciudades, se ha implementado el pago del estacionamiento medido mediante SMS y otros medios inmateriales o digitales que reducen al mínimo la infraestructura, la movilidad y la versatilidad de pagos.